# Arani (gemeente)
Arani is een gemeente (municipio) in de Boliviaanse provincie Arani in het departement Cochabamba. De gemeente telt naar schatting 9.952 inwoners (2018). De hoofdplaats is Arani.